# Christopher T. Hill
Pour les articles homonymes, voir Christopher Hill et Hill.
Christopher T. Hill (né en 1951) est un physicien théoricien du Fermilab. Il a fait ses études de physique au MIT (B.S., M.S., 1972) puis au Caltech (Ph.D., 1977, Gell-Mann). Il a fait beaucoup de contributions aux théories dynamiques de brisure de symétrie électrofaible et est à l'origine des points fixes quasi-infrarouges (en), des modèles Topcolor (en), Top quark condensate (en) et Top-seesaw et de la déconstruction dimensionnelle (en). Il a aussi participé à la création des modèles cosmologiques d'énergie sombre et de matière noire basés sur les bosons de masse ultra-faible (bosons de Nambu-Goldstone) associés à des neutrinos.
Hill est membre de l'American Physical Society et a été directeur du département de physique théorique de Fermilab. Il est aussi compositeur moderne de musique classique.

## Sélection de publications
- (avec Leon Lederman) Symmetry and the Beautiful Universe, Prometheus Books, 2005,  (ISBN 978-1-591-02242-8)
- (avec Leon Lederman) Quantum Physics for Poets, Prometheus Books, 2010,  (ISBN 978-1-616-14233-9)